# Chissà come si divertivano
Chissà come si divertivano (The Fun They Had) è un racconto di Isaac Asimov del 1951. È stato tradotto anche coi titoli Chissà come si divertivano!, Come si divertivano, L'erba del vicino è sempre più verde, Quanto si divertivano.
È incluso in varie antologie dell'autore: La Terra è abbastanza grande (Earth is Room Enough, 1957), Il meglio di Asimov (The Best of Isaac Asimov, 1973), Le migliori opere di fantascienza (The Best Science Fiction of Isaac Asimov, 1986), Tutti i racconti (The Complete Stories vol. I, 1990).

## Trama
Nel 2157, Tommy trova in una soffitta un vecchio libro, che descrive le caratteristiche del sistema scolastico del XX secolo.
Con grande sorpresa, lui e sua sorella Margie scoprono che in quell'epoca i bambini non erano istruiti da un insegnante elettronico, come invece accade a loro, ma si recavano in gruppo in speciali edifici, le scuole, per venire sottoposti a un'istruzione comunitaria, impartita da insegnanti umani. Margie è affascinata dall'idea che si potessero avere insegnanti umani. La bambina ritorna in seguito nella stanza accanto alla sua camera, dove l'insegnante computerizzato è in attesa di continuare il suo lavoro con lei sull'addizione delle frazioni proprie. La storia si conclude con un nostalgico pensiero per la scuola del XX secolo, che dà il titolo al racconto: "Chissà come si divertivano!"

## Edizioni
- Isaac Asimov, Il meglio di Asimov, traduzione di Hilja Brinis - Copertine Karel Thole, Oscar Fantascienza (due volumi) n.17 e 18, Arnoldo Mondadori Editore, 1992.
- Isaac Asimov, Il meglio di Asimov, Arnoldo Mondadori Editore, 1994, ISBN 978-88-04-39861-5.
- Edizioni di Chissà come si divertivano, su Catalogo Vegetti della letteratura fantastica, Fantascienza.com. (aggiornato fino al gennaio 2010)